# Ребане, Альфонс
Альфо́нс Ре́бане (эст. Alfons Vilhelm Robert Rebane ; 24 июня 1908, Валк, Лифляндская губерния, Российская империя — 8 марта 1976, Аугсбург, ФРГ) — эстонский и германский военный деятель, штандартенфюрер СС. Был одним из девяти иностранцев, награждённых высшим орденом нацистской Германии — Рыцарским крестом с дубовыми листьями.

## Биография

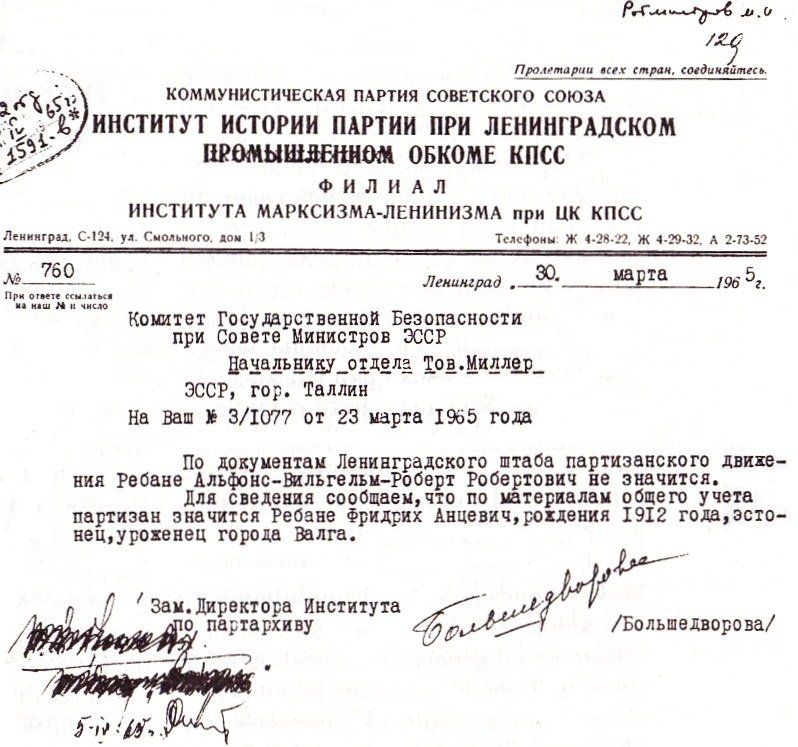
Справка из советского архива

Родился в 7 часов вечера 11 (24) июня 1908 года в Валке (ныне Валга, Эстония) в семье Роберта Адольфа Ребане (11.12.1881-?) и его первой жены Хелены Агнессы Марии Редель (21.4.1889-25.2.1910). В метрической записи фамилия указана как «Реббане». Отец Альфонса работал на фабрике роялей, впоследствии, после переезда семьи в 1920 году в Нарву — на железной дороге. После смерти первой жены он женился на её сестре, в браке родилась сестра Альфонса Астрид (20 августа 1915 — 18 мая 2008 года).
Альфонс ходил в школу в родном городе, овладел латышским и немецким языками. Образование он продолжил вместе с сестрой в Нарвской русской гимназии, где выучил русский язык и встретил свою будущую жену Агнию Сахарову (1907—1980).
В 1929 году окончил Высшую военную школу в Таллине, служил в 1-м полку бронепоездов, в Ляэнеской дружине Кайтселийта, в автотанковом полку. В феврале 1933 года получил звание лейтенанта.
В июле 1940 года была образована Эстонская Советская Социалистическая Республика, а вооружённые силы Эстонской республики были переименованы в Эстонскую народную армию. 1 августа 1940 года Ребане был назначен командиром взвода лёгких танков Таллинского автотанкового полка Эстонской народной армии. В сентябре 1940 года Народная армия Эстонии была расформирована и на её основе был образован 22-й Эстонский территориальный стрелковый корпус Красной Армии, в котором Ребане прослужил до 25 октября 1940 года, когда был уволен в запас. Впоследствии работал строительным рабочим в Лихула.
В мае 1941 года уволился с работы и организовал отряд «лесных братьев», чтобы воевать против советских войск.

### Вторая мировая война
После нападения Германии на СССР 22 июня 1941 года отряд Ребане приступил к вооружённой борьбе против Красной Армии. Уже 1 сентября он поступил на службу в немецкую армию. Позже был назначен командиром отдельного эстонского охранного (конвойного) батальона. В 1942 году в звании гауптштурмфюрера воевал на Волховском фронте против армии генерала Власова, в марте 1943 года назначен командиром добровольческого 658-го Восточного батальона Вермахта. Этот батальон совершал карательные операции против мирного населения в районе г. Кингисеппа, где были сожжены несколько деревень (Бабино, Хабалово, Чигиринка и др.). В начале 1944 года Ребане отличился в бою под Вашково, где было приостановлено продвижение советских войск. Несмотря на сложность боев, Ребане удалось нанести большие потери противнику, особенно в Сырково и Васьково, спасти многие немецкие войска из окружения, а также вывести свой батальон из боев. За эти действия, в феврале 1944 года был награждён Рыцарским крестом Железного креста.
После тяжелых боев в России батальон был переброшен в Эстонию и соединился с 20-й Эстонской добровольческой дивизией СС, формировавшейся против воли личного состава. Будучи офицером вермахта, Ребане не хотел слияния своего батальона с эстонской 20-й дивизией СС. Его первоначальный план отправиться в Финляндию был прерван тем фактом, что Красная Армия снова достигла Эстонии и уже вела бои в Вирумаа. Поэтому позже, командуя 45-м полком эстонских СС, Ребане участвовал в битве под Нарвой, где батальон не давал противнику форсировать реку до тех пор, пока все войска не отошли на хорошо укрепленную линию Танненберга.
В январе 1945 года 20-я дивизия СС находилась в Силезии, а к марту все войска оказались в окружении. Дивизии удалось выйти из окружения, однако при прорыве погиб командир дивизии Франц Аугсбергер. Так Альфонс Ребане стал исполняющим обязанности командира дивизии. Однако штаб корпуса остался в окружении, и выход из него обеспечивал лично командир дивизии Ребане. За эту военную операцию он был удостоен высшего признания, какое когда-либо получал эстонец, - Рыцарского креста с дубовыми листьями. Это было последнее распоряжение адмирала Дёница, датированное 8 мая 1945 года. Известие об этой высокой награде стало известно Ребане только тридцать лет спустя, так как архив Дёница находился в Англии. Для Альфонса Ребане война закончилась в зоне англо-американских войск, куда ему и многим его людям удалось добраться.

### После войны
В 1947 году Ребане переехал в Великобританию, начал сотрудничать с британской секретной разведывательной службой (МИ-6) в качестве эстонского эксперта в разведывательной школе в Лондоне. Он сыграл важную роль в организации вооруженного сопротивления советской власти в Эстонии и других странах Балтии. Вплоть до 1950-х годов он возглавлял эстонскую часть операции МИ-6 "Джунгли" (Operation Jungle). В 1961 году Ребане ушёл из британских спецслужб и переехал в Германию, где умер в 1976 году в Аугсбурге, получив за год до смерти тот самый Рыцарский крест(в денацифицированном виде без свастики).

### Современное отношение эстонского общества

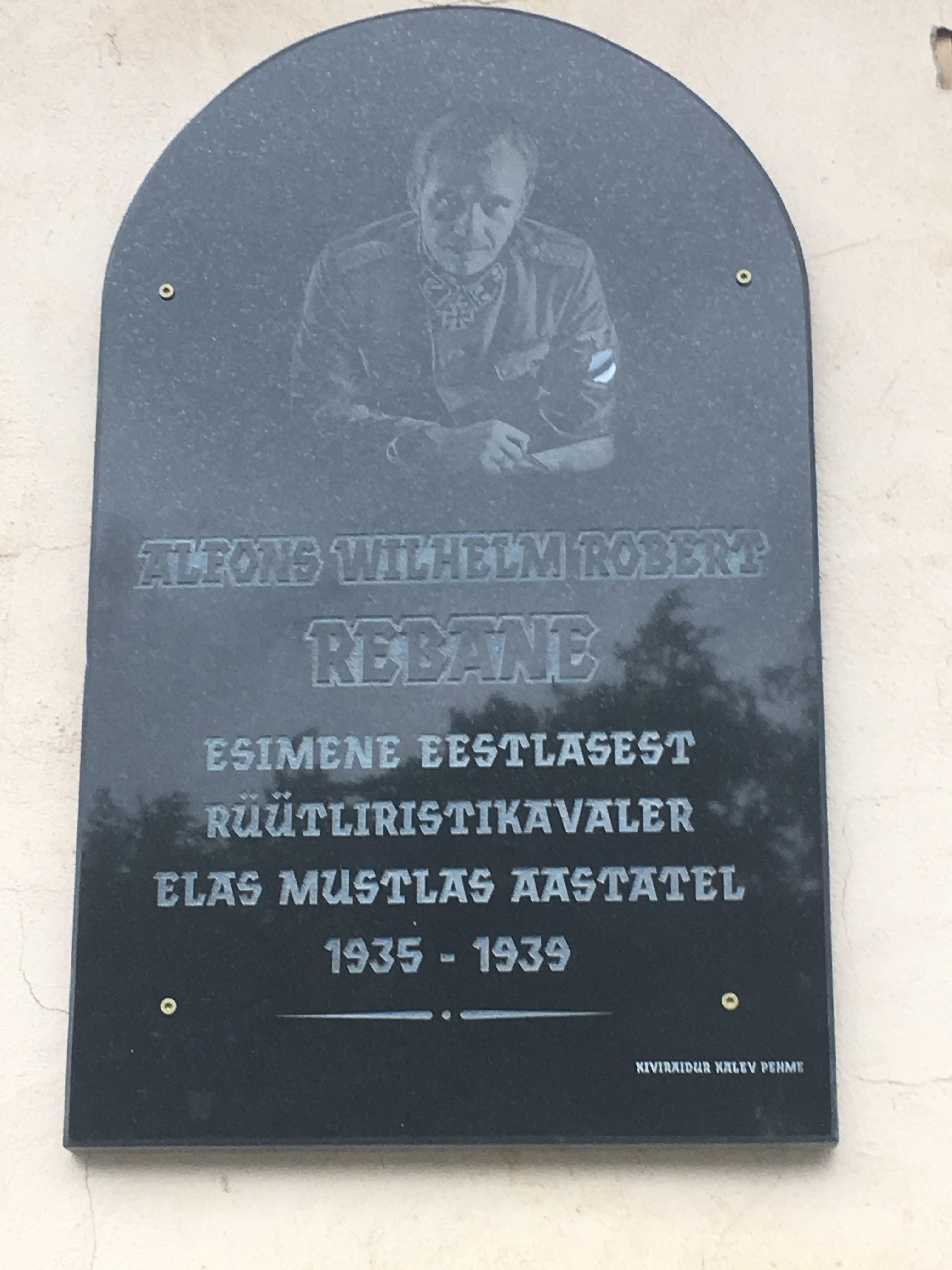
Памятная доска А. Ребане в посёлке Мустла. Открыта 22 июня 2018 года

В 1999 году с воинскими почестями перезахоронен на таллинском кладбище Метсакальмисту при финансовой поддержке правительства Эстонии. На торжественной церемонии присутствовали министр обороны Андрус Ээвель, командующий силами обороны генерал-лейтенант Йоханнес Керт, чиновники минобороны, офицеры, парламентарии, также около 400 членов «Союза борцов за свободу Эстонии», воевавших на стороне Германии. У надгробного памятника из чёрного гранита был исполнен гимн Эстонии. Негативно оценили перезахоронение ряд общественных организаций (в том числе Еврейская община Эстонии). Американский еврейский конгресс вручил послу Эстонии в США письмо с протестом, заявив, что правительство Эстонии «совершило чудовищную ошибку», приняв участие в акции перезахоронения. Президент Эстонии Арнольд Рюйтель, комментируя мероприятие, заявил, что Ребане «участвовал лишь в боях на фронте и абсолютно не принимал участия в уничтожении мирного населения».
В 2004 году в посёлке Вийтна в западной Эстонии был установлен памятник Ребане. Депутат парламента Эстонии Тривими Веллисте, выступая на церемонии открытия, назвал Ребане национальным героем. Веллисте отметил, что «крайне важно, учитывая необходимость сохранить историческую память для наших потомков, сберечь дух эстонской нации». На памятнике заслуги Ребане перед нацистской Германией были отмечены выбитой надписью: «Кавалеру ордена Рыцарский крест с дубовыми листьями».
Депутат Сейма Латвии, секретарь парламентской комиссии по обороне, внутренним делам и борьбе с коррупцией и бывший легионер СС Висвалдис Лацис положительно оценил перезахоронение Ребане, призвав власти Латвии следовать примеру Эстонии: «А как сделали эстонцы? Они привезли прах своего полковника Ребане и перезахоронили его у себя на родине в Эстонии. Эстонцы не боятся, они не трусы — как наши. Эстонцы своих легионеров зовут борцами за свободу».
22 июня 2018 года в посёлке Мустла была открыта памятная доска А. Ребане.

## В кинематографе
"Rottenknechte" (ГДР, 1970) - в роли Ребане Эмиль Каревич